# Osiągnięcie (gry komputerowe)
Osiągnięcie (ang. achievement, trophy, badge, award lub challenge) – w grach komputerowych: specjalne wyróżnienie, przyznawane graczowi za wykonanie określonych zadań lub osiągnięcie konkretnych celów w grze. Osiągnięcia często mają formę wirtualnych medali, odznak lub innych symboli, które są widoczne na koncie gracza jako dowód umiejętności i postępów w grze. W przeciwieństwie do systemu zadań lub poziomów, których zaliczanie definiuje cel gry i ma bezpośredni wpływ na przebieg rozgrywki, system osiągnięć zwykle zaimplementowany jest poza środowiskiem i architekturą gry.

## Historia
Koncepcja odznaczeń za osiągnięcia w grach pojawia się już w latach 80. Wtedy to firma Activision wprowadziła system specjalnych odznaczeń za uzyskanie wysokich wyników w jej grach wideo, takich jak Chopper Command. Gracz, który osiągnął wysoki wynik, mógł na dowód przesłać firmie zdjęcie ekranu telewizora z widoczną punktacją. W zamian otrzymywał odznakę, którą można było przyszyć bądź naprasować na ubranie.
Chociaż przez lata pojedyncze gry na różne platformy implementowały własne systemy osiągnięć, pierwszym systemem osiągnięć obejmującym wiele gier był Gamerscore firmy Microsoft, wprowadzony w 2005 roku na konsolę Xbox 360. Później Microsoft rozszerzył ten system również na gry na system Windows. W 2007 roku Valve wprowadziło osiągnięcia na swojej platformie Steam dla PC. W 2008 Sony wprowadziło system trofeów na konsolę PlayStation 3.

## Cele i motywacja
Osiągnięcia w grach zwiększają ich atrakcyjność i motywują graczy do dogłębnego poznawania świata gry.
Osiągnięcia mogą pokrywać się z celami gry; przykładowo mogą być przyznawane za ukończenie poziomu lub odkrycie sekretu. Często można je zdobyć także poprzez takie działania jak granie przez określony czas, obejrzenie filmu w grze, pokonanie określonej liczby przeciwników w rozgrywce wieloosobowej lub ukończenie poziomu w określonym czasie. Istnieją również osiągnięcia powiązane z innymi osiągnięciami – na przykład przyznawane za uzyskanie wszystkich innych osiągnięć.
Osiągnięcia są zazwyczaj widoczne poza środowiskiem gry, na internetowym profilu gracza (np. w systemach Xbox Live czy PlayStation Network). Gracze dążą do ich zdobycia, aby pochwalić się swoimi umiejętnościami lub zdobyć specjalne punkty przypisane do danego systemu gier (np. Gamerscore w Xbox Live lub Trophy Level w PlayStation Network).
W niektórych grach zdobywanie osiągnięć jest nie tylko odnotowywane na profilu gracza, ale jest również nagradzane bonusami w świecie gry, które ułatwiają rozgrywkę. Na przykład w późniejszych tytułach serii Call of Duty występują specjalne wyzwania, takie jak wykonanie danej liczby strzałów w głowę (tzw. headshot) lub zabicie konkretnej liczby przeciwników, po których gracz otrzymuje bonusowe przedmioty ekwipunkowe. W grze Team Fortress 2 zdobycie określonej liczby osiągnięć nagradzane jest specjalną, unikatową bronią.